# منطقة وصاية بوروريجو
بوروريجو (مقاطعة) (بالإندونيسية: Kabupaten Purworejo)‏ هي منطقة وصاية تقع في في الجزء الجنوبي لمقاطعة جاوة الوسطى بإندونيسيا.
كانت المنطقة معروفة في الأصل باسم "Bagelen" (باغلن)، باغلن قديما كانت جزء من تاريخ مملكة ميدانج الهندوسية حيث يقال أن خلال فترة حكم الملك «راكاي واتوكورا دياه باليتونج» أصبحت باغلن عاصمة مملكة ميدانج الهندوسية أو أنها أصل الملك حيث أن واتوكارا هو اسم نهر في باغلن.
أستمرت شهرة المدينة حتى فترة سلطنة ماتارام التي أعتمدت قوتها العسكرية على شعب المنطقة وفنونها القتالية.
خلال فترة الاحتلال الهولندي، كانت منطقة باغلن من أهم المتمردين الأقوياء الذين يدعمون الأمير ديبونيجورو خلال حرب جاوة. عند هزيمة ديبونيجورو تم ضم المنطقة للإدارة الهولندية. تم تصميم المدينة الجديدة، التي تسمى بوروريجو من قبل مهندس معماري هولندي من خلال اعتماد العمارة والتقاليد الجاوية التقليدية.
بوروريجو لم يتم تسويقها بالكامل كمنطقة سياحية على الرغم من أنها تشتمل على مناطق جذب طبيعية بما في ذلك سلسلة جبال منوريه الجنوبية الغربية مع كهوفها (كهف سيبلاوان) وشواطئها الجنوبية (Ketawang, Congot, Jatimalang) والمناظر الطبيعية الخلابة الشمالية لاثنين من البراكين النشطة سومبينغ وسيندورو ونطاقها الجبلي بشلالاته إلى الشمال الشرقي.

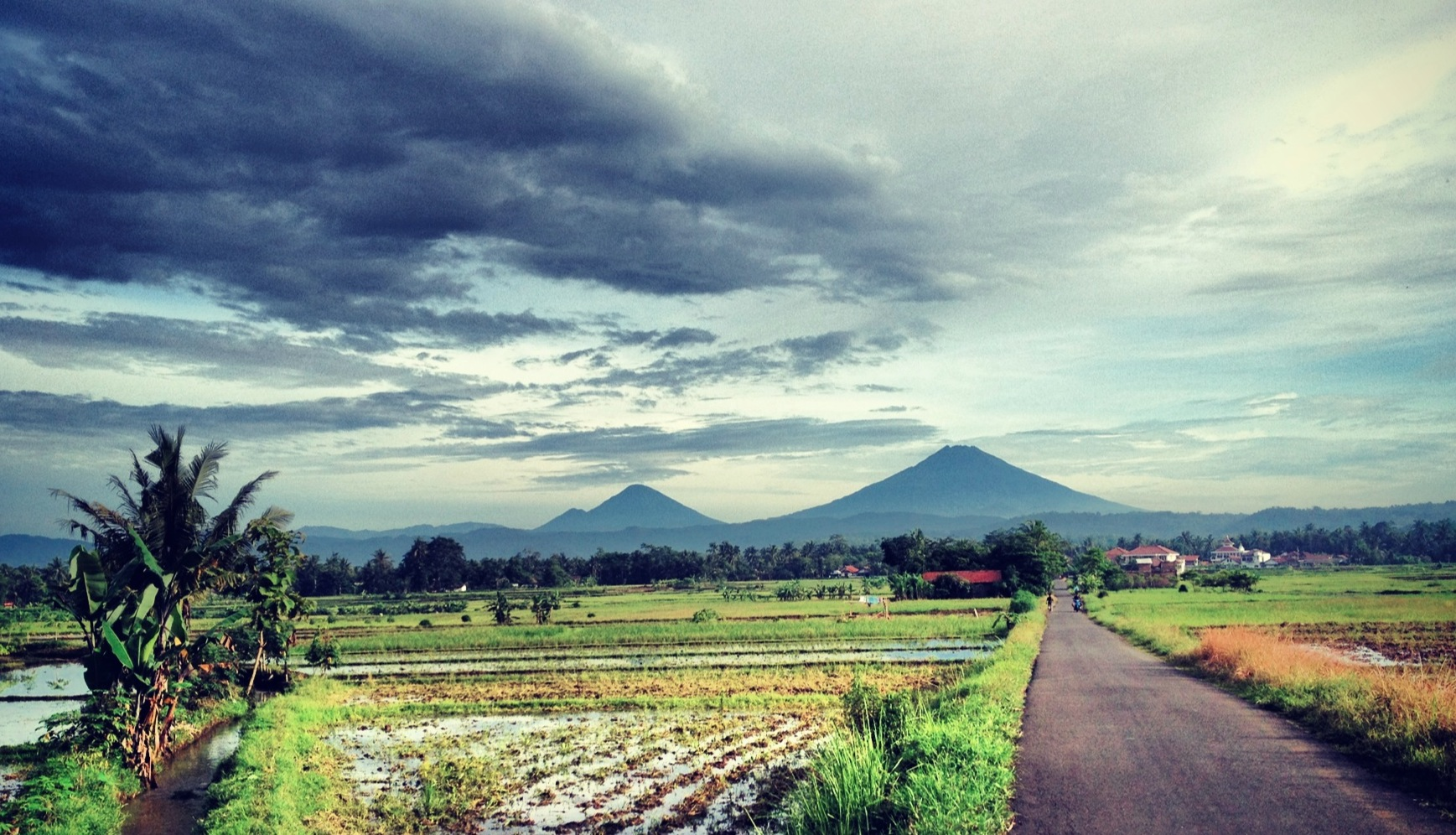
مشهد لبوروريجو مع إطلالة على جبل سومبينغ وسيندورو على مسافة